# فرقان دوجان
فرقان دوجان (بالإنجليزية: Furkan Doğan) هو مواطن تركي أمريكي قتلته القوات الإسرائيلية في هجومها على أسطول الحرية عام 2010.

## إنظر أيضاً
- قائمة الاغتيالات في الصراع العربي - الإسرائيلي
- سيفديت كيليقلر.
- سيتين طوبق أوغلو.